# Cambridge (Wisconsin)
Cambridge ist eine Gemeinde (mit dem Status „Village“) im Dane und zu einem kleineren Teil im Jefferson County im US-amerikanischen Bundesstaat Wisconsin. Im Jahr 2010 hatte Cambridge 1457 Einwohner.
Cambridge ist Bestandteil der Metropolregion Madison.

## Geografie
Cambridge liegt im mittleren Süden Wisconsins, im östlichen Vorortbereich von dessen Hauptstadt Madison. Der am Mississippi gelegene Schnittpunkt der drei Bundesstaaten Wisconsin, Iowa und Illinois liegt 174 km westsüdwestlich.
Die geografischen Koordinaten von Cambridge sind 43°00′13″ nördlicher Breite und 89°00′59″ westlicher Länge. Das Gemeindegebiet erstreckt sich über eine Fläche von 3,73 km².
Das Zentrum von Madison liegt 37,6 km westlich. Nachbarorte von Cambridge sind Lake Mills (15,6 km nordöstlich), Jefferson (18,6 km östlich), Fort Atkinson (17,6 km südöstlich), Albion (17,8 km südsüdwestlich), Edgerton (22 km in der gleichen Richtung), Stoughton (24,8 km südwestlich) und Deerfield (8,9 km nordwestlich).
Die nach Madison nächstgelegenen weiteren Großstädte sind Green Bay (220 km nordöstlich), Milwaukee (100 km östlich), Chicago (198 km südöstlich) und Rockford (93,3 km südlich).

## Verkehr
Im Cambridge treffen die U.S. Highways 12 und 18 sowie der Wisconsin State Highway 134 zusammen. Alle weiteren Straßen sind untergeordnete Landstraßen, teils unbefestigte Fahrwege sowie innerörtliche Verbindungsstraßen.
Der nächste Flughafen ist der Dane County Regional Airport in Madison (39,6 km nordnordöstlich).

## Bevölkerung
Nach der Volkszählung im Jahr 2010 lebten in Cambridge 1457 Menschen in 615 Haushalten. Die Bevölkerungsdichte betrug 390,6 Einwohner pro Quadratkilometer. In den 615 Haushalten lebten statistisch je 2,37 Personen.
Ethnisch betrachtet setzte sich die Bevölkerung zusammen aus 96,8 Prozent Weißen, 0,9 Prozent Afroamerikanern, 0,3 Prozent amerikanischen Ureinwohnern, 0,5 Prozent Asiaten sowie 0,5 Prozent aus anderen ethnischen Gruppen; 1,1 Prozent stammten von zwei oder mehr Ethnien ab. Unabhängig von der ethnischen Zugehörigkeit waren 1,7 Prozent der Bevölkerung spanischer oder lateinamerikanischer Abstammung.
24,4 Prozent der Bevölkerung waren unter 18 Jahre alt, 61,5 Prozent waren zwischen 18 und 64 und 14,1 Prozent waren 65 Jahre oder älter. 51,8 Prozent der Bevölkerung war weiblich.
Das mittlere jährliche Einkommen eines Haushalts lag bei 67.396 USD. Das Pro-Kopf-Einkommen betrug 30.384 USD. 8,9 Prozent der Einwohner lebten unterhalb der Armutsgrenze.

## Bekannte Bewohner
- Ole Evinrude (1877–1934) – Erfinder – wuchs in Cambridge auf[3]
- Matt Kenseth (* 1972) – NASCAR-Rennfahrer – geboren und aufgewachsen in Cambridge[4]
- Knute Nelson (1843–1923) – von 1893 bis 1895 zwölfter Gouverneur von Minnesota – praktizierte mehrere Jahre als Rechtsanwalt in Cambridge